# Giải đua ô tô Công thức 1 Hà Lan
Giải đua ô tô Công thức 1 Hà Lan (tiếng Hà Lan: Grote Prijs van Nederland) là một chặng đua Công thức 1 được tổ chức hàng năm tại trường đua Zandvoort ở Zandvoort, tỉnh Noord-Holland (Bắc Hà Lan), Hà Lan kể từ năm 1950 đến năm 1985 và quay trở lại vào năm 2021 sau 35 năm gián đoạn.
Giải đua này là một phần của Giải đua xe Công thức 1 kể từ năm 1952 và được chỉ định là Giải đua ô tô Công thức 1 châu Âu vào năm 1962 và 1976, khi danh hiệu này là danh hiệu danh dự được trao hàng năm cho một chặng đua Công thức 1 tại châu Âu.

## Lịch sử

### Những năm đầu tiên
Thị trấn Zandvoort trên bờ biển Bắc Hải của tỉnh Bắc Hà Lan, tọa lạc gần thủ đô Amsterdam của Hà Lan đã tổ chức những cuộc đua nhỏ trên một đường đua đường phố trong thị trấn vào những năm 1930. Trong cuộc xâm lược Hà Lan của Đức Quốc xã, một con đường thẳng đã được xây dựng qua các cồn cát để người Đức tổ chức diễu hành chiến thắng. Con đường sau đó được kết nối với các con đường khác mở ra lối vào các vị trí phòng thủ ven biển.
Sau chiến tranh, một số con đường này đã được mở rộng và nối liền với nhau và một đường đua đã được thiết kế, không phải như theo truyền thuyết được kể lại bởi John Hugenholtz mà là bởi một nhóm quan chức từ Hiệp hội xe máy Hoàng gia Hà Lan với sự cố vấn của Bentley Boy Sammy Davis, người đã giành chiến thắng giải đua xe 24 giờ Le Mans năm 1927. Louis Rosier giành chiến thắng trong cả hai phiên bản đầu tiên của giải đua vào những năm 1950 và 1951 khi những cuộc đua này chưa chính thức thuộc về Giải đua xe Công thức 1.

## Kết quả theo năm
Tất cả các phiên bản Giải đua ô tô Công thức 1 Hà Lan đều được tổ chức ở trường đua Zandvoort.

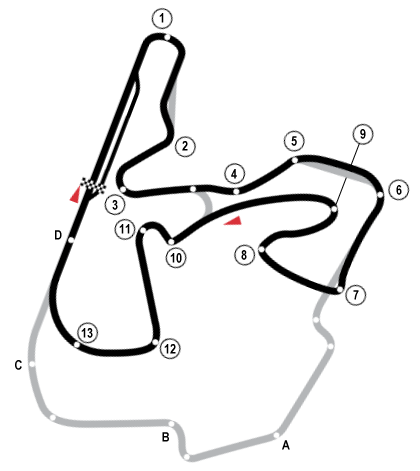
Trường đua Zandvoort, địa điểm tổ chức Giải đua ô tô Công thức 1 Hà Lan từ năm 1950 đến năm 1985 và kể từ năm 2021 trở đi

Nền màu hồng biểu thị sự kiện không thuộc về Giải đua xe Công thức 1.
| Năm         | Tay đua                                                                     | Đội đua                                                                     | Chi tiết                                                                    |
| ----------- | --------------------------------------------------------------------------- | --------------------------------------------------------------------------- | --------------------------------------------------------------------------- |
| 1950        | Louis Rosier                                                                | Talbot-Lago                                                                 | Chi tiết                                                                    |
| 1951        | Louis Rosier                                                                | Talbot-Lago                                                                 | Chi tiết                                                                    |
| 1952        | Alberto Ascari                                                              | Ferrari                                                                     | Chi tiết                                                                    |
| 1953        | Alberto Ascari                                                              | Ferrari                                                                     | Chi tiết                                                                    |
| 1954        | Không được tổ chức vì lý do ngân sách                                       | Không được tổ chức vì lý do ngân sách                                       | Không được tổ chức vì lý do ngân sách                                       |
| 1955        | Juan Manuel Fangio                                                          | Mercedes                                                                    | Chi tiết                                                                    |
| 1956 – 1957 | Không tổ chức vì lý do ngân sách bị ảnh hưởng bởi khủng hoảng Kênh đào Suez | Không tổ chức vì lý do ngân sách bị ảnh hưởng bởi khủng hoảng Kênh đào Suez | Không tổ chức vì lý do ngân sách bị ảnh hưởng bởi khủng hoảng Kênh đào Suez |
| 1958        | Stirling Moss                                                               | Vanwall                                                                     | Chi tiết                                                                    |
| 1959        | Jo Bonnier                                                                  | BRM                                                                         | Chi tiết                                                                    |
| 1960        | Jack Brabham                                                                | Cooper-Climax                                                               | Chi tiết                                                                    |
| 1961        | Wolfgang von Trips                                                          | Ferrari                                                                     | Chi tiết                                                                    |
| 1962        | Graham Hill                                                                 | BRM                                                                         | Chi tiết                                                                    |
| 1963        | Jim Clark                                                                   | Lotus-Climax                                                                | Chi tiết                                                                    |
| 1964        | Jim Clark                                                                   | Lotus-Climax                                                                | Chi tiết                                                                    |
| 1965        | Jim Clark                                                                   | Lotus-Climax                                                                | Chi tiết                                                                    |
| 1966        | Jack Brabham                                                                | Brabham-Repco                                                               | Chi tiết                                                                    |
| 1967        | Jim Clark                                                                   | Lotus-Ford                                                                  | Chi tiết                                                                    |
| 1968        | Jackie Stewart                                                              | Matra-Ford                                                                  | Chi tiết                                                                    |
| 1969        | Jackie Stewart                                                              | Matra-Ford                                                                  | Chi tiết                                                                    |
| 1970        | Jochen Rindt                                                                | Lotus-Ford                                                                  | Chi tiết                                                                    |
| 1971        | Jacky Ickx                                                                  | Ferrari                                                                     | Chi tiết                                                                    |
| 1972        | Không tổ chức vì cơ sở vật chất và điều kiện đường đua đã lỗi thời          | Không tổ chức vì cơ sở vật chất và điều kiện đường đua đã lỗi thời          | Không tổ chức vì cơ sở vật chất và điều kiện đường đua đã lỗi thời          |
| 1973        | Jackie Stewart                                                              | Tyrrell-Ford                                                                | Chi tiết                                                                    |
| 1974        | Niki Lauda                                                                  | Ferrari                                                                     | Chi tiết                                                                    |
| 1975        | James Hunt                                                                  | Hesketh-Ford                                                                | Chi tiết                                                                    |
| 1976        | James Hunt                                                                  | McLaren-Ford                                                                | Chi tiết                                                                    |
| 1977        | Niki Lauda                                                                  | Ferrari                                                                     | Chi tiết                                                                    |
| 1978        | Mario Andretti                                                              | Lotus-Ford                                                                  | Chi tiết                                                                    |
| 1979        | Alan Jones                                                                  | Williams-Ford                                                               | Chi tiết                                                                    |
| 1980        | Nelson Piquet                                                               | Brabham-Ford                                                                | Chi tiết                                                                    |
| 1981        | Alain Prost                                                                 | Renault                                                                     | Chi tiết                                                                    |
| 1982        | Didier Peroni                                                               | Ferrari                                                                     | Chi tiết                                                                    |
| 1983        | René Arnoux                                                                 | Ferrari                                                                     | Chi tiết                                                                    |
| 1984        | Alain Prost                                                                 | McLaren-TAG                                                                 | Chi tiết                                                                    |
| 1985        | Niki Lauda                                                                  | McLaren-TAG                                                                 | Chi tiết                                                                    |
| 1986 – 2019 | Không tổ chức vì không có hợp đồng                                          | Không tổ chức vì không có hợp đồng                                          | Không tổ chức vì không có hợp đồng                                          |
| 2020        | Không tổ chức vì đại dịch COVID-19                                          | Không tổ chức vì đại dịch COVID-19                                          | Không tổ chức vì đại dịch COVID-19                                          |
| 2021        | Max Verstappen                                                              | Red Bull Racing-RBPT                                                        | Chi tiết                                                                    |
| 2022        | Max Verstappen                                                              | Red Bull Racing-RBPT                                                        | Chi tiết                                                                    |
| 2023        | Max Verstappen                                                              | Red Bull Racing-Honda RBPT                                                  | Chi tiết                                                                    |
| 2024        | Lando Norris                                                                | McLaren-Mercedes                                                            | Chi tiết                                                                    |